# Santa Victoria Oeste
Santa Victoria Oeste es un municipio y cabecera del departamento Santa Victoria, al extremo noroeste de la provincia de Salta, Argentina. Ubicado entre montañas y valles, cerca de la frontera internacional con el Estado Plurinacional de Bolivia, está a 540 km de la ciudad de Salta.
Se halla en el borde oeste de las selvas de las Yungas, al norte de la provincia de Salta, en el punto exacto donde los bosques empiezan a fundirse con los pastizales puneños, surge como una aparición el pueblo, a 2400 m s. n. m.
Se trata de una localidad enmarcada entre serranías,Y en la intersección de los ríos Acoyte y La Huerta. Está dentro del perímetro de la reserva de biosfera de las Yungas.

## Población
Contaba con 1188 habitantes (Indec, 2001), lo que representa un incremento del 78,1 % frente a los 667 habitantes (Indec, 1991) del censo anterior.

## Economía
Ganadería caprina, bovina, ovina; agricultura: maíz, trigo, papa, poroto, durazno, nueces, membrillos, etc.

## Historia
A fines del siglo XVIII, la región donde se asienta la pequeña villa fue poblándose lentamente por campesinos de ascendencia española. Durante la guerra del Chaco, muchos soldados bolivianos, tras escaparse de tal conflicto, decidieron refugiarse en los diferentes parajes de la localidad victoreña.
El 18 de febrero de 1975 el Pueblo de Santa Victoria fue declarado Lugar Histórico Nacional por Decreto 370 del Poder Ejecutivo de la Nación.

## Turismo

### Acceso
Se recorre de sur a norte Jujuy, pasando por Tilcara, Humahuaca, Tres Cruces, La Quiaca en la frontera con Bolivia, desde allí se toma la RP 5 a Yavi (15 km) y luego al oeste, por Abra de Lizoite (estribación de la Cordillera Oriental, a 4500 m s. n. m.). Ese accidente orográfico es el límite interprovincial de Jujuy con Salta, y allí se ingresa al departamento.

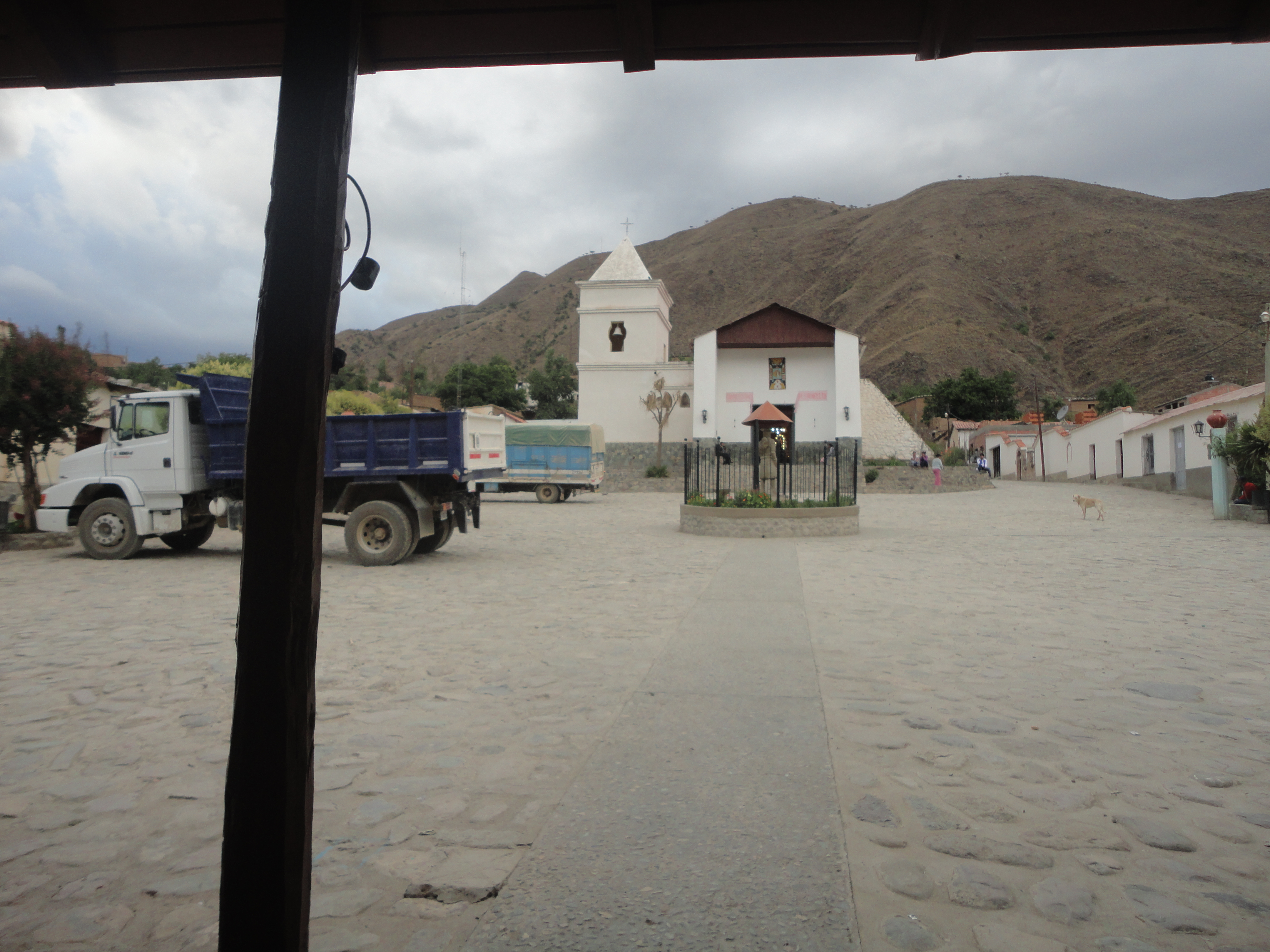
La plaza y la Iglesia Santa Victoria Virgen y Mártir de Jesucristo.

El trayecto La Quiaca - Santa Victoria lleva 4 h aproximadamente, de camino de cornisa. Así se llega a Rodeo Pampa. Al descender se llega a La Huerta, con población andina dispersa de típicas casitas de adobe, piedra, y barro, y con el río homónimo hasta el valle del Silencio.

### Iglesia "Santa Victoria Virgen y Mártir de Jesucristo"
Ubicada en el alto de la pequeña plaza, dándole escala y resaltando el espacio urbano; su cubierta antigua de paja fue reemplazada por chapas de zinc. Es de una sola nave, con gruesos muros de adobe.

### Patrono
- Santiago Apóstol, festejado el 25 de julio
- Virgen de Santa Victoria, 17 de noviembre

## Libro

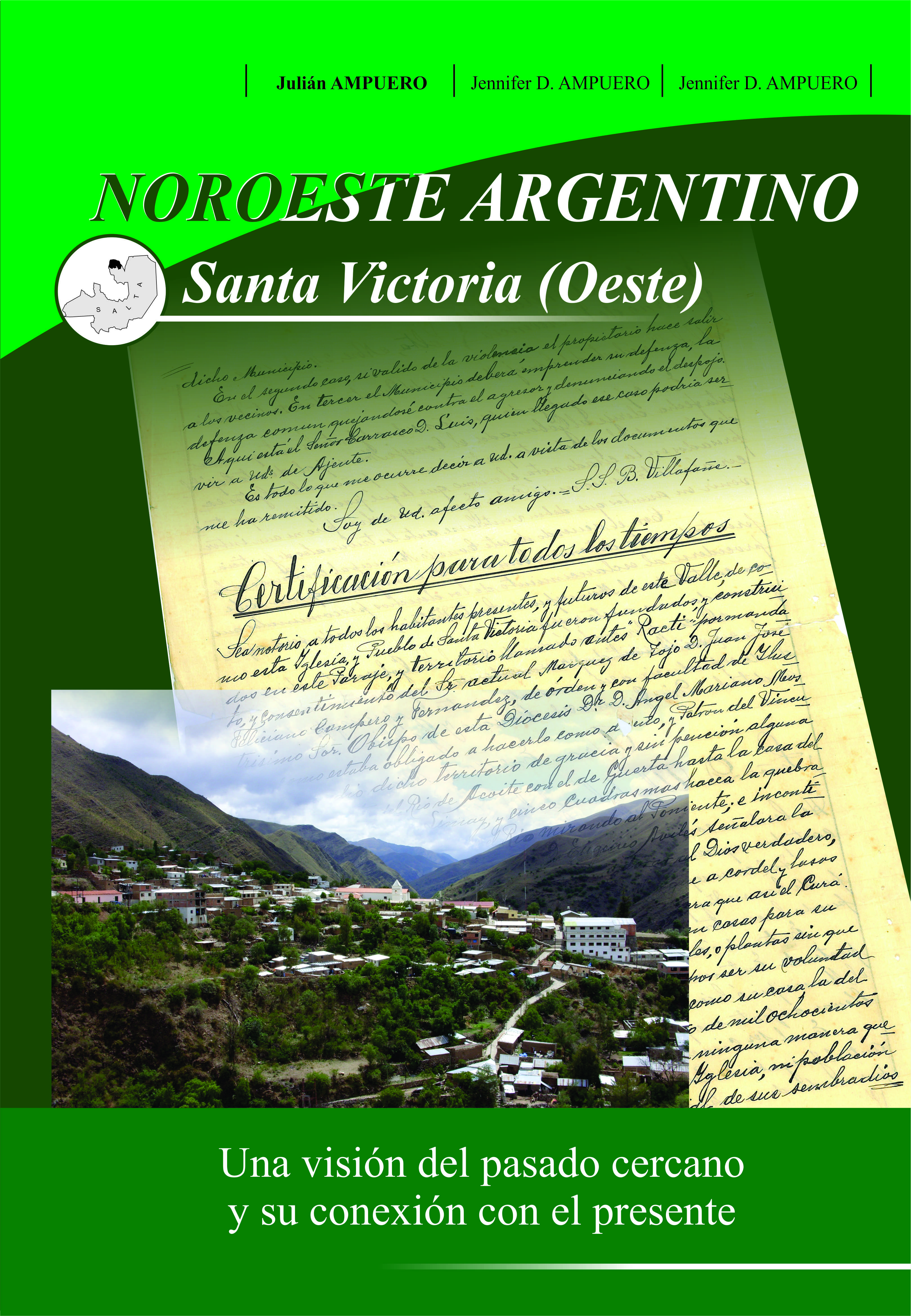
HISTORIA DEL NOROESTE ARGENTINO - SANTA VICTORIA OESTE - SALTA